# Emilio Vesce
Emilio Vesce (Cairano, 17 maggio 1939 – Padova, 11 maggio 2001) è stato un politico e giornalista italiano.

## Biografia
Direttore responsabile del giornale di Potere Operaio, di Controinformazione e Autonomia, promotore e direttore di Radio Sherwood fino al 7 aprile 1979, fu arrestato a Padova il 7 aprile 1979 insieme a Toni Negri ed Oreste Scalzone in seguito ad un mandato di cattura del giudice Pietro Calogero.
Il cosiddetto processo 7 aprile, tenutosi a Roma e Padova, si concluse in primo grado, per Vesce, il 12 giugno 1984 con una condanna a quattordici anni di reclusione per associazione sovversiva, ma Vesce viene rimesso in libertà provvisoria il 12 settembre dello stesso anno sulla base di una nuova normativa sulla carcerazione preventiva, e inviato al "soggiorno obbligato" a Pontedera. Vesce venne assolto in appello il 12 giugno 1987, sentenza confermata in Cassazione nel 1988.
Fu esponente del Partito Radicale, venendo eletto deputato nel 1987, si dimise nel 1990 dopo essere stato eletto Consigliere regionale in Veneto della Lista Antiproibizionista, in seguito venne nominato Assessore regionale alle politiche Sociali e presidente del Comitato Regionale per il Servizio Radiotelevisivo del Veneto.
La notte dell'8 novembre 2000 Vesce ha un grave infarto cardiaco, mentre sta guardando in casa i risultati delle elezioni presidenziali statunitensi: da quel momento in poi cade in coma irreversibile, seguito da uno stato vegetativo permanente.
I mesi che lo porteranno alla morte sono contrassegnati da un serrato dibattito tra gli esponenti radicali e il mondo della Chiesa sul tema dell'eutanasia, con Marco Pannella che si dichiara "pronto all'eutanasia per Vesce", proprio negli ultimissimi giorni dell'agonia dell'esponente radicale. Vesce muore la mattina dell'11 maggio 2001 nella sua casa di Padova, da dove non s'era più svegliato. Venne presentato un "esposto" per accanimento e violazione dei diritti proprio al Procuratore Pietro Calogero, ma venne archiviato.